# 世永玲生
世永 玲生（よなが れお）は、日本のメディアアーティスト、ゲームデザイナー。神奈川県横浜市出身。iPhone/Web/コンシューマーのゲーム原案を中心に、シナリオ、キャラメイキング、ディレクション、サウンドA&R、スマートフォン評論、セミナー講師等を職とする。

## 略歴
2002年までソニー・ミュージックエンタテインメントに勤務。画像に関する特許取得に関わる。i-mode公式コンテンツ発のRPGをリリースしている。その後、セガに移籍し、ゲーム原案製作者となる。
その後、キューエンタテインメント発足メンバーとして立ち上げに参加しルミネスのリリースに関わり、ゲーム原案作成を続けながら、ディレクター職へとなる。
2006年ナインティナイン・ナイツのオリジナルコンセプトを担当、「Every Extend Extra」「Gunpey Rebirth」のディレクターを担当。
2007年からはフリーとしてNiteyNineNights2の契約時ゲームコンセプト等を担当。
2009年より株式会社ユードーに参加、広告担当の「8bitone」に続き、Djnagureoとのユニット、RxR project名義のメディアアート作品「Matrix Music Pad」で2ヶ月連続のitune appstore総合ランキング1位を取り、iPhone用アプリでのランキング1位2冠となる。
「Matrix Music Pad」はapple社のRewind2009 best app に無料部門1位の「セカイカメラ」と共に選出される。
同年12月には「Matrix Music Pad」として「Tangible Groove Pad」と言うメディアアート作品を連続でリリースしている。
2010年、カメラアートアプリ「iTiltRenz」でiAA2010の優秀賞を取る。
2010年「アプリやろうぜ!」の企画トップ通過をする
2010年GMOインターネット代表熊谷正寿に招聘され社長室付き特務担当となる。
2011年よりセミナー講師を開始、Apple Store銀座店等のセミナーに登壇している。
仙台復興セミナー「創発会議」の協賛モデレーターであり、UI、ネーミング戦略、スマートフォンマーケティングの講義をしている
2011年以降目立ったアプリやゲームのリリースにクレジットをされておらず、スマートフォン評論やセミナー講師を中心としている。

## 作品
- NINETY-NINE NIGHTS（キューエンタテインメント）
- バトルスタジアム D.O.N（バンダイナムコゲームス）
- Every Extend Extra（キューエンタテインメント）
- GUNPEY-R（キューエンタテインメント）
- 音をつなごう!グンペイりば〜す（キューエンタテインメント）
- Matrix Music Pad (RxR project)
- Tangible Groove Pad (RxR project)

## 書籍
- 「Xperia活用ガイドブック」（日経BP）
- 「Xperia Life Style Book」（日経BP）

## メディア出演履歴など
- 「アンドロイド完全購入ガイド」（学研）
- 「日経トレンディ2010年 7月号」（日経BP）
- 「日経トレンディ2010年 6月号」（日経BP）
- 「GetNavi 2011年 4月号」（日経BP）
- 「大人の科学「iPad＋iPhoneで楽しむ楽器＋音楽制作アプリ150」」（学研）
- 日経新聞産業面「フォーカス」